# Shen Congwen
Pour les articles homonymes, voir Shen.
Dans ce nom chinois, le nom de famille, Shen, précède le nom personnel.
Shen Congwen (沈從文, pinyin: Shěn Cóngwén, Wade-Giles: Shen Ts'ung-wen ; 28 décembre 1902 - 10 mai 1988) est un écrivain chinois. Écrivain indépendant, il a pris pour thème dans ses nouvelles et ses romans sa province natale du Hunan et en particulier ses minorités nationales.

## Biographie
Shen Congwen est né en 1902 à Fenghuang, dans la province du Hunan, une zone habitée par de nombreuses minorités. De fait, sa mère appartenait à l'ethnie Tujia et sa grand-mère paternelle à l'ethnie Miao. Son véritable nom est Shen Yuehuan. Son nom de plume "Congwen" signifie "celui qui se consacre aux lettres". Il compléta par de nombreuses lectures l'enseignement sommaire qu'il reçut à l'école locale.
Issu d'une famille de tradition militaire, il entra en 1918 dans la milice locale de Chen Quzhen, le seigneur de guerre qui dominait cette partie de la Chine, devenant même son secrétaire personnel. Il transcrivit des confessions de prisonniers et assista à de nombreuses exécutions et séances de torture. Cette expérience directe de la dureté des milices locales et de la beauté du monde rural chinois se reflète dans son œuvre.
En 1922, il se rend à Pékin dans l'intention d'étudier à l'Université mais ne passe pas l'examen d'entrée. Il commence à écrire dans des revues littéraires, publiant en 1925 son premier récit dans le Supplément des Nouvelles matinales, édité par le célèbre écrivain Xu Zhimo. Ses œuvres reflètent la vie rurale dans la région du Xiangxi dans un style très différent du cosmopolitisme qui caractérise les autres écrivains de sa génération. À Pékin, il fait la connaissance d'autres écrivains comme Yu Dafu et le célèbre intellectuel Hu Shih. C'est à cette époque qu'il rencontre également le couple d'écrivains formé par Ding Ling et son mari Hu Yepin avec lequel il partagera le logement.
En 1927, les trois jeunes écrivains se rendent à Shanghaï. Là, Shen Congwen parvient à obtenir un poste de professeur malgré son manque de formation académique grâce à la médiation de Hu Shih. Il entre dans la Société littéraire de la demi-lune et poursuit une activité prolifique d'écrivain. En 1928, il publie dans une revue littéraire Le Journal de voyage d'Alice en Chine, une œuvre satirique qui ridiculise le goût de certains Chinois pour l'étranger. Dans cette œuvre, Shen Congwen manifeste son enracinement dans la culture chinoise ce qui le distingue d'autres auteurs importants de son époque influencés par l'étranger. En 1929, il quitte Ding Ling et Hu Yepin qui vont s'installer à Jinan. Il reste à Shanghai jusqu'en 1930 puis accepte un poste de professeur de littérature à l'université de Wuhan. Par la suite, il donne également des cours à Pékin et Qingdao.
En 1934, il publie son œuvre la plus célèbre, La Ville frontalière, une des œuvres les plus importantes de la littérature chinoise du XXe siècle, qui raconte l'éveil sexuel d'une adolescente de la Chine rurale.
Durant la seconde guerre sino-japonaise (1937-1945), il réside à Kunming. En 1943, il publie une autre de ses œuvres célèbres, Le Grand Fleuve. Il dénonce la censure, les arrestations arbitraires, le culte des "héros" sans adhérer pour autant à la Ligue des écrivains de gauche.

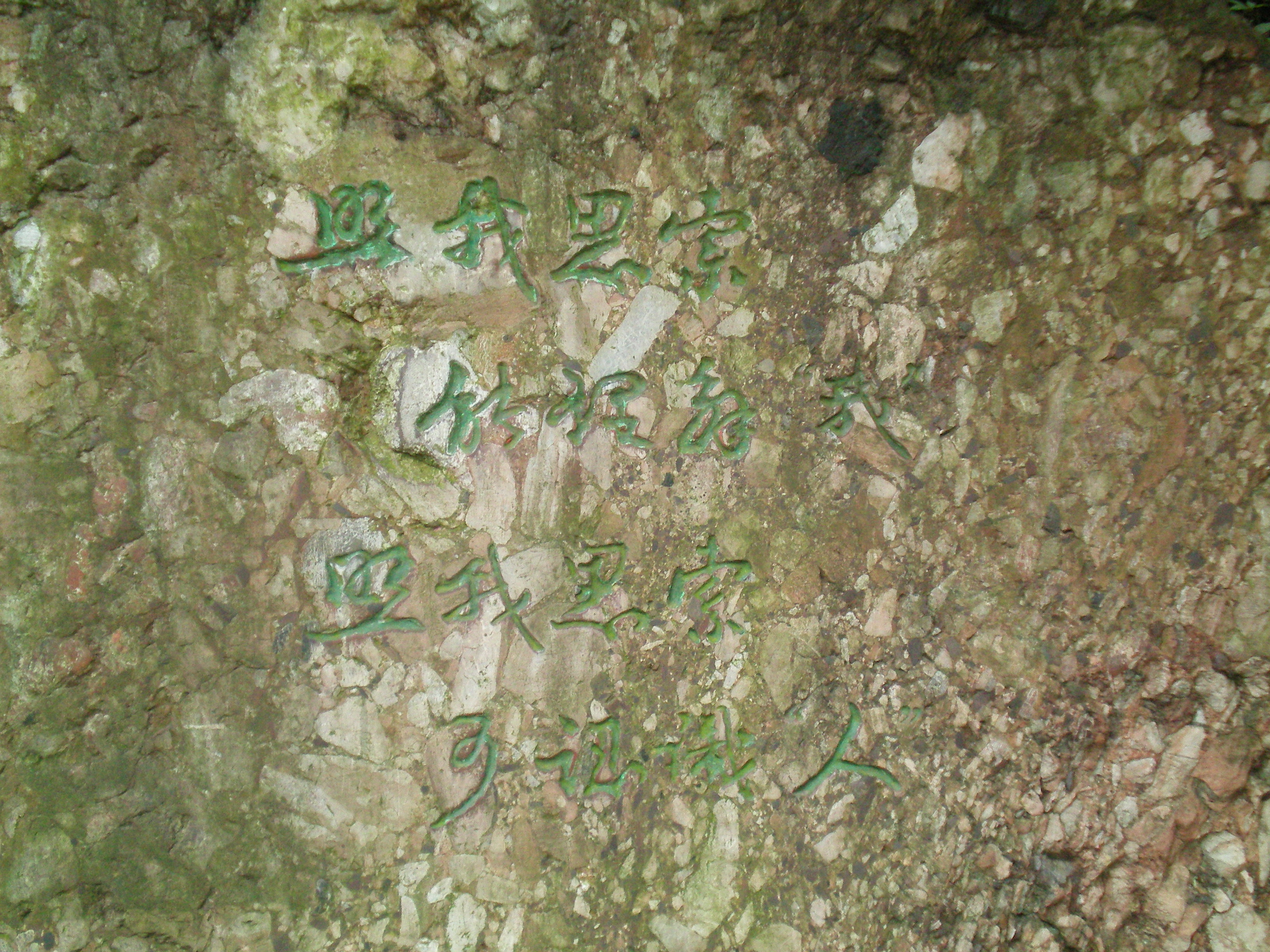
Stèle funéraire de Shen Congwen dans le Xian de Fenghuang

Après la guerre contre les Japonais, il s'installe à Pékin où il donne des cours à l'Université. En 1948, il publie son Autobiographie de Shen Congwen. En 1949, son manque d'engagement politique l'expose aux critiques des écrivains membres du Parti communiste chinois, comme Guo Moruo, qui lui reprochent sa tiédeur idéologique et l'accusent de faire obstacle à la Révolution. Après avoir tenté de se suicider Chen Congwen reste à Pékin. Le régime communiste de la République populaire de Chine condamne ses œuvres comme étant pornographiques. Il abandonne alors son activité littéraire.
À partir de 1950, il travaille au musée d'histoire de la Chine et se consacre avec passion à l'archéologie. En 1967, au cours de la Révolution culturelle, on l'envoie travailler à la campagne. Il est réhabilité comme de nombreux autres écrivains en 1978 après l'arrivée au pouvoir de Deng Xiaoping. De retour à Pékin, il travaille à l'Académie des Sciences sociales. Il meurt à Pékin en 1988. Son épouse est décédée en 2003 à 92 ans.
Durant les dernières années de sa vie, son œuvre commença à être reconnue dans son propre pays. Il fut ainsi nommé deux fois comme candidat au prix Nobel de littérature.

## Son œuvre
Isabelle Rabut, sa traductrice, porte, dans la postface du Passeur de Chadong, le jugement suivant sur son art : 
"Son registre, singulièrement large, va puiser aussi bien dans les matériaux bruts de la mémoire que dans les légendes ou les apologues d'inspiration bouddhiste. Mais de ces tentatives émerge une authentique vision d'écrivain, à laquelle l'étiquette de "littérature de terroir", qu'on a souvent apposée à ses textes, rend bien peu justice : si le Xiangxi s'impose certes comme le personnage clé de son œuvre, au point de brouiller parfois les limites entre monographie et fiction, Shen Congwen l'élève peu à peu à la hauteur d'un mythe vers lequel convergent toutes ses réflexions sur la logique de la vie vécue et rêvée : une sorte d'épure de la condition humaine, saisie dans son énergie naturelle, dont apparaît tout à tour la face tendre ou brutale."

## Liste des œuvres
Shen Congwen a produit une œuvre abondante : plus de 500 titres couvrant tous les genres littéraires mais où les nouvelles occupent la plus grande part.
- L'eau et les nuages
- Canards - nouvelles, 1926
- Oranges - nouvelles, 1927
- Les Aventures d’Alice en Chine, tome 1 – d’après Lewis Carroll, 1928
- Xiao-Xiao - nouvelle, 1929
- Les aventures d’Alice en Chine, tome 2, 1931
- Le bateau de marbre – recueil de nouvelles, 1931
- La Ville frontalière (Biānchéng), 1934
- Souvenirs de Ding Ling, tome 1 - essai biographique, 1934
- Souvenirs de Ding Ling, tome 2 - essai biographique, 1940
- Sous protection nocturne – nouvelles, 1947
- Journée ensoleillée après chute de neige – roman, 1947
- Le Grand Fleuve – fragment de roman, 1943
- Autobiographie de Shen Congwen, 1948
- Phénix et Dragon dans l’art, 1960
- Vêtements et Ornaments de la Chine traditionnelle, 1981

### Œuvres traduites en français
- Nouvelles, collection Panda, Beijing, 1982
- Le Passeur du Chadong (Biānchéng), traduit par Isabelle Rabut, Albin Michel (1990), 10-18 (1995)
- Le Petit Soldat du Hunan, autobiographie traduite par Isabelle Rabut, Albin Michel (1992)
- L’eau et les nuages : comment je crée mes histoires et comment mes histoires me créent, traduit par Isabelle Rabut, Bleu de Chine (1999)
- Le périple de Xiang et autres nouvelles, traduites par Marie Laureillard et Gilles Cabrero, Gallimard, coll. « Bleu de Chine » (2012)